# Primrose (traghetto)
Il Primrose è stato un traghetto, prima unità in servizio per la compagnia di navigazione elbana BluNavy dal 2010 al 2011.

## Servizio
Varato l'8 settembre 1975 nei cantieri navali belgi NV Cockerill Yards Hoboken di Hoboken con il nome di Princesse Marie-Cristine per la compagnia belga Regie voor Maritiem Transport e consegnato il 30 dicembre dello stesso anno, entra in servizio il giorno stesso sui collegamenti tra Oostende e Dover.
Il 27 ottobre 1976, poco la partenza da Dover, scoppia un grave incendio in sala macchine, a bordo vi erano 205 passeggeri, 10 automobili e 11 camion. Accorsersero in suo aiuto un rimorchiatore della Dover Harbour Board e il traghetto European Trader della Townsend Thorosen, che aiutarono il traghetto a rientrare in porto dove venne successivamente estinto l'incendio da un squadra di circa 50 pompieri.
Il 13 settembre 1981 subisce un'avaria ai motori, riprendendo il regolare servizio soltanto il 2 ottobre successivo.
Nel 1985 tutte e 3 le navi gemelle vengono sottoposte a lavori di trasformazione per aumentarne la capacità di trasporto. Inizialmente la jumboizzazione doveva riguardare solo le navi gemelle Princesse Marie-Christine e Princesse Maria-Esmeralda, ma a alla fine fu trasformata anche la terza unita della classe, il Prins Albert. Il traghetto arriva il 26 agosto nei cantieri navali belghi J. Boel di Temse, venendo tagliato in 2 e separando le sovrastrutture dallo scafo.Le sovrastrutture furono alzate di un ulteriore piano e la nave venne completamente ristrutturata e dotata di controcarene. Il Princesse Marie-Christine viene riconsegnato il 15 dicembre e rientra in servizio il 2 gennaio 1986 tra Oostende e Dover sotto le insegne della Townsend Thorosen. Tra il 1987 e il 1988 viene dotato di una nuova livrea dalle tonalità blu, che rispecchiava la livrea della flotta della P&O European Ferries.
Il 1º gennaio 1991 viene trasferito alla nuova compagnia Dover-Oostende Lines, venendo riverniciato con la nuova livrea e continuando ad operare tra Oostende e Dover. 
Da agosto a settembre del 1992 rimane fuori servizio per problemi al cambio.
Dal 1 gennaio 1993 viene spostato sulla rotta tra Oostende e Ramsgate per conto della Oostende Lines.
A febbraio e da settembre ad ottobre del 1994 viene noleggiato alla Sally Line ed entra in linea sulla Ramsgate-Dunkerque.
Con la chiusura definitiva della Regie voor Maritiem Transport a causa della scarsa redditività e della forte concorrenza, a febbraio del 1997 viene posta in disarmo nel porto di Oostende assieme al Prins Albert ed il 18 aprile viene trasferito nel porto di Dunkerque.
A luglio del 1998 viene venduto insieme al Prins Albert alla Trans Europa Ferries, venendo ribattezzato il 27 luglio  Primrose ed issando bandiera cipriota.
Il 14 aprile 1999 riprende servizio sulla Oostende-Ramsgate fino al 2008,quando viene messa in vendita.

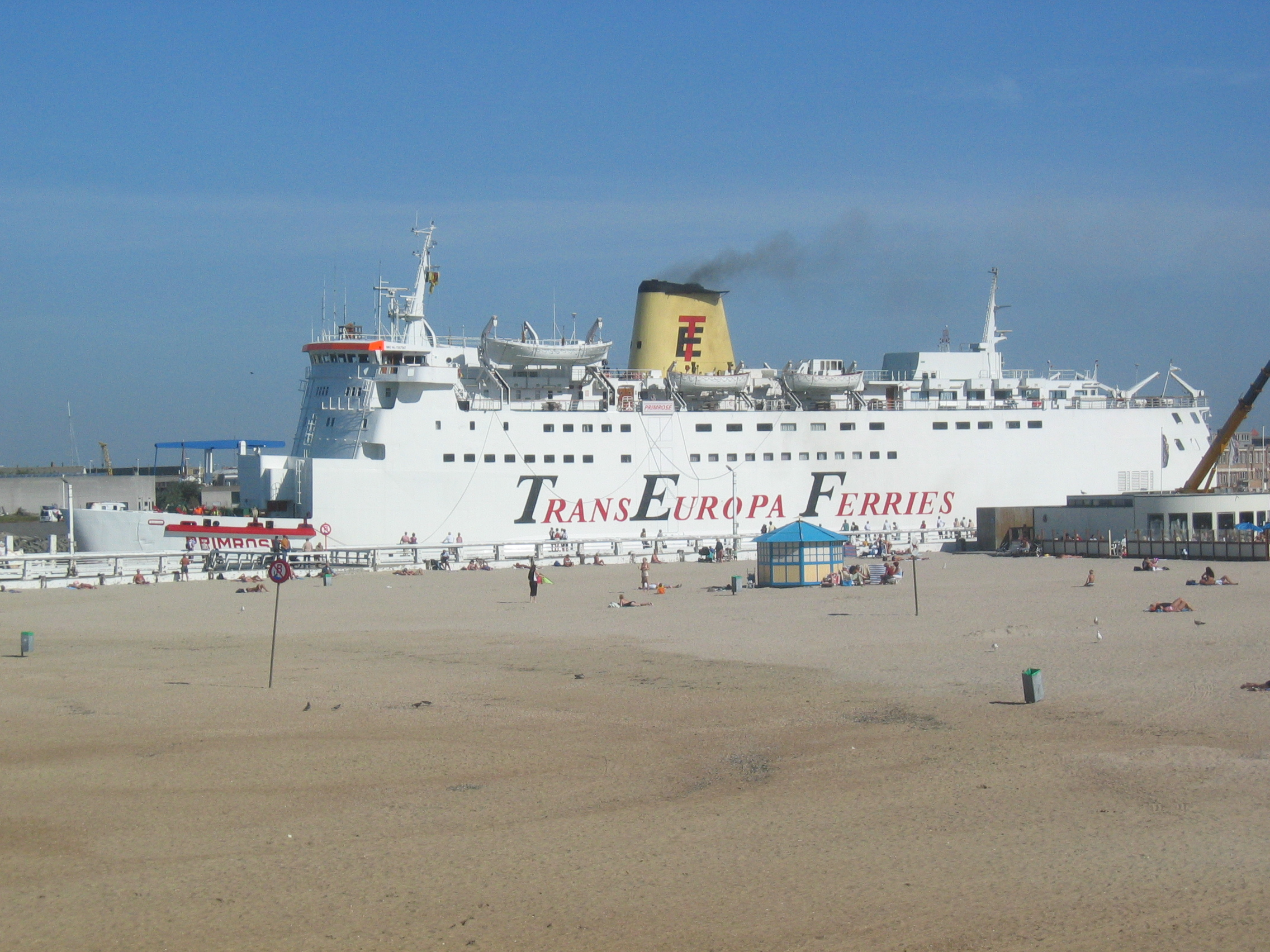
Il Primrose in uscita dal porto di Oostende nel 2004.

Dal 22 giugno al 10 settembre del 2008 viene noleggiato alla Comarit e impiegato nei collegamenti tra Almería e Al Hoceima. 
Terminato il noleggio per Comarit, rientra in servizio il 16 settembre sulla Oostende -Ramsgate fino al 6 aprile al posto del compagno di flotta Larkspur.
Nell'aprile del 2010 viene venduto alla società italiana Finsea S.p.A., che acquista il traghetto per debuttare sui collegamenti tra Piombino e Portoferraio.
Inizialmente doveva venir ribattezzato Isola D’Elba, tuttavia la nave rimase con il vecchio nome di Primrose e con bandiera cipriota.
Il 16 aprile 2010 lascia il porto di Oostende con destinazione Piombino, dove arriva il 22 aprile e svolge delle prove di ormeggio nei porti di Piombino e Portoferraio. Terminate le prove di ormeggio, la nave si trasferisce a Livorno, dove vengono eseguiti alcuni lavori di manutenzione prima di prendere servizio per BluNavy
Il 5 giugno 2010 entra ufficialmente in servizio sulla Piombino-Portoferraio.
Rivelandosi inadatto al servizio a causa delle eccessive dimensioni che richiedevano addirittura l'utilizzo del pilota per le manovre di ormeggio e disormeggio, l’8 febbraio 2011 viene venduta per la demolizione ad Alang, in India.
Il 23 febbraio 2011 viene radiato dal servizio e dal giorno successivo viene sostituito dal traghetto bidirezionale greco Achaeos, noleggiato dalla 2wayFerries.
Il 7 marzo viene ribattezzato Elegant 1 ed issa bandiera di St. Kitts & Nevis.
L'11 marzo parte da Portoferraio ed arriva ad Alang il 4 maggio, dove viene spiaggiato il 15 maggio per iniziare i lavori di demolizione.

## Navi gemelle
- Beni Ansar
- EuroVoyager